# Rue de Crosne
La rue de Crosne est une voie publique de la commune française de Rouen.

## Situation et accès
La rue de Crosne est une voie sur la rive droite de Rouen. Longue de 200 mètres, elle relie la place du Vieux-Marché au boulevard des Belges.
Rues adjacentes
- Rue de Florence
- Rue de Fontenelle

## Origine du nom
Elle porte le nom de Louis Thiroux de Crosne, un magistrat français, lieutenant général de police de la ville de Paris et intendant de la généralité de Normandie à Rouen, né à Paris en 1736 et guillotiné pendant la Terreur, en avril 1794.

## Historique
Anciennement appelée Grande rue de l'Hôtel-Dieu, elle a temporairement pris le nom de l'intendant de la Généralité de Rouen, Louis Thiroux de Crosne, durant la période révolutionnaire.
La rue de Crosne avait été prolongée jusqu'à la rue de Lecat. Elle a été amputée de sa longueur à l'ouest du boulevard des Belges. Son extension porte le nom d'avenue Gustave-Flaubert depuis 1951.
Dans l'ancienne rue de Crosne règne le souvenir de l'auteur de Madame Bovary ainsi que celui de Fontenelle, de Géricault et d'André Gide.

## Bâtiments remarquables et lieux de mémoire
- no 15 : Édouard Dagnet, architecte, y a vécu. Sur la porte en fer forgé est représenté Paul et Virginie de Jacques-Henri Bernardin de Saint-Pierre[1]. À l'angle de la rue Fontenelle, sculptée dans des médaillons, les bustes de diverses personnalités rouennaises comme Fontenelle, Armand Carrel, Abraham Duquesne, Casimir Delavigne, le peintre Géricault, le général Fleurus Duvivier et Thiroux de Crosne.
- no 20, 22 : hôtel, inscrit MH en 1953[2]. Pierre Le Verdier y a vécu.
- no 23 : hôtel, inscrit MH en 1953[3]
- no 24 : hôtel, inscrit MH en 1953[4] Charles Besselièvre y a vécu.
- no 26 : hôtel, inscrit MH en 1955[5]. Pierre Derocque y a vécu.
- no 28 : hôtel, inscrit MH en 1953[6]